# Ястребова Ганна Сергіївна
Ганна Ястребова (нар. 13 квітня 1983, Харків) — українська каратистка, двократна чемпіонка світу, тренерка.

## Життєпис
Народилася і живе у Харкові.
Закінчила Харківський національний університет імені В. Н. Каразіна та Державну академію фізичної культури. Кандидат економічних наук, доцент кафедри економічної кібернетики Харківського національного економічного університету.
Доцент кафедри економічної кібернетики у Харківському національному економічному університет імені Семена Кузнеця.
Одружена з президентом Харківської асоціації карате, майстром спорту міжнародного класу, переможцем і призером чемпіонатів світу та Європи, міжнародних кубків, заслуженим тренером України, керівником клубу «Тайкан» Олегом Ястребовим.
Має дочку та сина.

## Нагороди
- Чемпіонка Європи (2010, 2012 рр.)
- Абсолютна чемпіона світу 2012 року[1]
- Чемпіонка Європи (2010, 2012 рр.)
- Чемпіонка світу 2013 року[2]
- Срібна (2011 р.) та бронзова (2017 р.) призерка Чемпіонату Європи. Багаторазова чемпіонка та призерка міжнародних турнірів з карате.[3]
- Перше місце міжнародний турнір New-York Open в абсолютного ваговій категорії і третє у вазі +68 кг серед жінок 18 і старше
- Чемпіонка і призерка міжнародних турнірів (2008 -2020 р.р.),
- Чемпіонка і призерка чемпіонатів і кубків України (2003-2020 р.р.).

## Спортивна кар'єра
- Професійна тренерка I категорії з вищою спортивно-педагогічною освітою,
- III міжнародний дан,
- Майстер спорту України міжнародного класу,
- Технічний директор Харківської асоціації карате,
- Член національної збірної по карате WKF,
- Тренерка клубу «Тайкан».

## Тренерські результати
- 3 золота на Дефлімпіаді 2017 роки (друга тренерка Карини Янчук),
- 2 золота та одна бронза на турнірах самого високого рейтингу олімпійського карате К1 прем’єр ліги,
- багаторазові чемпіони та призери міжнародних турнірів у Європі, Америці та Азії,
- багаторазові чемпіони та призери чемпіонатів України, всеукраїнських турнірів,
- багаторазові чемпіони та призери Харківської області.